# Jared McCann
Jared McCann (ur. 31 maja 1996 w Stratford) – kanadyjski hokeista występujący na pozycji napastnika w Seattle Kraken z National Hockey League (NHL).

## Kariera
Jared McCann został wybrany przez Vancouver Canucks z numerem 24. w NHL Entry Draft 2014. Pod koniec lipca 2014 strony uzgodniły warunki pierwszego zawodowego kontraktu McCanna w NHL (entry-level contract). Pierwszą bramkę w NHL zdobył w swoim drugim spotkaniu ligowym, przeciwko Calgary Flames 10 października 2015.
W maju 2016 drużyna Canucks oddała McCanna oraz wybory w drugiej i czwartej rundzie NHL Entry Draft 2016 do Florida Panthers. W transakcji drużyna z Vancouver pozyskała Erika Gudbransona oraz wybór w piątej rundzie draftu 2016. Po najlepszym w karierze sezonie (28 punktów), w lipcu 2018 strony doszły do porozumienia w sprawie nowego, dwuletniego kontraktu zawodnika.
1 lutego McCann oraz napastnik Nick Bjugstad przenieśli się do Pittsburgh Penguins w ramach wymiany za Dericka Brassarda, Rileya Sheahana i trzy wybory w NHL Entry Draft 2019.

## Statystyki

### Sezon zasadniczy i play-off
| 2011–12     | London Nationals            | GOJHL       | 4   | 1  | 0  | 1  | 2  | 4  | 2 | 1  | 3  | 0  |
| 2012–13     | Sault Ste. Marie Greyhounds | OHL         | 64  | 21 | 23 | 44 | 35 | 1  | 0 | 0  | 0  | 0  |
| 2013–14     | Sault Ste. Marie Greyhounds | OHL         | 64  | 27 | 35 | 62 | 51 | 9  | 2 | 5  | 7  | 4  |
| 2014–15     | Sault Ste. Marie Greyhounds | OHL         | 56  | 34 | 47 | 81 | 27 | 14 | 6 | 10 | 16 | 12 |
| 2015–16     | Vancouver Canucks           | NHL         | 69  | 9  | 9  | 18 | 32 | —  | — | —  | —  | —  |
| 2016–17     | Florida Panthers            | NHL         | 29  | 1  | 6  | 7  | 4  | —  | — | —  | —  | —  |
| 2016–17     | Springfield Thunderbirds    | AHL         | 42  | 11 | 14 | 25 | 55 | —  | — | —  | —  | —  |
| 2017–18     | Florida Panthers            | NHL         | 68  | 9  | 19 | 28 | 30 | —  | — | —  | —  | —  |
| NHL łącznie | NHL łącznie                 | NHL łącznie | 166 | 19 | 34 | 53 | 66 | —  | — | —  | —  | —  |

### Międzynarodowe
| Rok                | Drużyna            | Turniej            | Wynik              | M  | G | A | Pkt | Min |
| ------------------ | ------------------ | ------------------ | ------------------ | -- | - | - | --- | --- |
| 2013               | Canada Ontario     | U17                | 6                  | 5  | 1 | 2 | 3   | 2   |
| 2013               | Kanada             | IH18               | 1st                | 5  | 1 | 0 | 1   | 0   |
| 2014               | Kanada             | MŚ U18             | 1st                | 7  | 1 | 2 | 3   | 6   |
| Juniorskie łącznie | Juniorskie łącznie | Juniorskie łącznie | Juniorskie łącznie | 17 | 3 | 4 | 7   | 8   |

## Sukcesy
Reprezentacyjne
- Srebrny medal mistrzostw świata: 2019